# 斯卡利察足球會
斯卡利察足球會（MFK Skalica）是一支位於斯洛伐克斯卡利察的職業足球會，目前於斯洛伐克足球超級聯賽角逐。

## 外部連結
- 官方网站（斯洛伐克文）